# Кабан (језеро)
Кабан  је систем језера смештених у границама града  Казања. Састоји се од три дела (језера), која се протежу од севера ка југу (од центра према југу града) и повезана су каналима: Блиски (доњи) Кабан, далеки (средњи) Кабан и горњи (Борисковски) Кабан.
То је највећи језерски систем на том подручју Татарстана.

## Кључне карактеристике
Језера су се појавила на месту некадашњег великог завоја реке Волге као резултат компликација у крашким вртачама. Простире се на северу и југу дуж ивице високе терасе Волге. Размена воде између Доњег (Блиског) и Далеког (Средњег) језера одвија се дуж Ботаничког канала (дужина - 750 м, ширина - 100-120 м, дубина - 2-3 м), смештено дуж Зоолошког врта у Казању.
Доњи Кабан одвојен је од природног канала Булак мостом кроз који се вода повремено пумпа из језера како би се регулисао ниво канала.
Далеки (средњи) Кабан има комуникацију са  Волгом. Од његовог јужног дела постоји Монастирски канал, који повезује језеро са заливом Волге.
У подручју села Отари, канал је блокиран браном, кроз коју се вода пумпа уз помоћ пумпи до резервоара Куибискев.
Горњи (Борисковски) Кабан је затворено водно тело које нема хидролошки систем везе са другим језерима: ниво воде у њему је приближно 2 м већи него у Доњем и Далеком (Средњем) језеру.
Укупна површина језерског система је 186 хектара. Дужина Доњег (Блиског) и Далеког (Средњег) језера повезаних каналом је 5575 м, Горњег (Борисковског) - 1030 м. Највећа дубина је 19,0 м (Средњи Кабан) 
Пре изградње и пуњења резервоара Куибискев, језера су била повезана каналима са рекама Волга и  Казанка. Како би се избегло повећање нивоа воде у језерима због пуњења резервоара, канали су блокирани бранама. Тренутно Кабан припада делимично регулисаним водним телима, режим његовог нивоа се углавном одржава на нивоу од 51,5 м абс. х. Вишак воде испумпавају црпне станице у  Волгу. 

## Еколошки статус
Језера су миленијумима задржала своју природну чистоћу, обилну рибом.
У 16. веку градске зграде почеле су да се приближавају Доњем Кабану. Средином 18. века обале су биле у потпуности изграђене стамбеним насељима.
У другој половини 19. века на обалама језера започела је интензивна индустријска градња. Сви одводи су пали у Доњи (Близу) вепар, а вода је постала неприкладна за пиће.
До друге половине 1970-их, риба је нестала у Доњем (Средњем) Кабану, а готово сви бентоски бескичмењаци су изумрли. Као резултат мера за побољшање здравља спроведених у првој половини 1980-их, еколошко стање језера се нешто поправило: концентрација загађивача се смањила, појавила се риба. 
Тренутно на језерима живе патке, галебови, рибе и друге мале водене животиње.